# 卡姆岩
卡姆岩（英語：Cam Rock），是南極洲的岩石，位於南奧克尼群島的西格尼島東面，處於比利岩西北面，在1927年由英國探險隊繪入地圖，現時由南極條約體系管理。